# Antonio Losio
Paolo Antonio Losio (Pizzighettone, 1824 – Pizzighettone, 30 novembre 1887) è stato un politico e militare italiano.

## Biografia
Soldato semplice del 17º Reggimento addestramento volontari "Acqui", divenne caporale il 1º aprile 1848 e fu promosso sergente nell'ottobre dello stesso anno. Fu scelto da Carlo Alberto di Savoia quale componente della sua scorta nel viaggio verso l'esilio di Porto nel 1849. Prese parte alla Guerra di Crimea e divenne sottotenente nel 1859.
Partecipò attivamente alle guerre di indipendenza italiane: fu premiato con la menzione onorevole per i suoi meriti durante la Battaglia della Sforzesca e quella di Novara nel 1849. Nel 1881 venne nominato capitano della "Milizia territoriale" del Regio Esercito nel distretto cremonese.
Fu Deputato del Regno di Sardegna nella II legislatura, eletto nel collegio di Torriglia.